# Kataller Toyama
Kataller Toyama é um clube de futebol japonês de Toyama. A equipe compete na J2-League;

## História
O clube foi fundado em 2007 pela fusão de dois clubes ALO's Hokuriku e YKK AP F.C, para representar a cidade de Toyama.